# 小行星9181
小行星9181（英語：9181）是一颗围绕太阳公转的小行星。1991年7月14日，亨利·E·霍爾特在帕洛马山发现了此天体。
这颗小行星的绝对星等为350.13369等。